# The Outfit
The Outfit är ett krigsactionspel för Microsoft Xbox 360, som utspelar sig i ett krigshärjat Europa under andra världskriget. Spelet släpptes 2006.